# اچ‌ام‌اس پنزنس (ام۱۰۶)
اچ‌ام‌اس پنزنس (ام۱۰۶) (به انگلیسی: HMS Penzance (M106)) یک کشتی است که طول آن 52.5 m می‌باشد. این کشتی در سال ۱۹۹۷ ساخته شد.